# National (Schriftart)

Schriftmuster: National

National ist eine Gebrochene-Grotesk-Schriftart, die 1933 von Walter Höhnisch im Gefolge der Tannenberg für die Schriftgießerei Ludwig & Mayer entwickelt wurde. Das Erscheinungsbild ist durch hohe, schlanke Typen geprägt. Sie eignet sich in erster Linie als Plakatschrift.

## Zitat
„Die eigentlich, die typischen ›deutschen‹ Schriften im Sinne der Nazis waren eher nicht die tradierten oder die neu geschaffenen Renaissance-Fraktur-Schriften; es waren vielmehr harte, pseudogotische Schriften, die mit Fraktur oder Schwabacher formal so gut wie nichts zu tun hatten. Sie verhielten sich zur sensiblen Textura wie die Grotesk zur Antiqua. Die Schriften trugen Namen wie ›Tannenberg‹, ›National‹, ›Gotenburg‹ u. ä. Die Setzer nannten sie ironisierend ›Schaftstiefelgrotesk‹.“

## Schnitte
Von 1933 bis 1938 wurden insgesamt acht Schnitte herausgebracht: normal (1934), schräg (1937), Werk-Garnitur (1938), halbfett (1934), fett (1934), schmalmager (1937), schmalhalbfett (1933) und licht (1935). Zusätzlich existierten Zierversalien.